# Nattergalebo
Nattergalebo er en spændingsnovelle af Agatha Christie fra 1934. Den er på dansk bl.a. udkommet i samlingen Mystiske historier fra 1968 og Musefælden fra 1973.
Novellen er opbygget som et drama mellem to ægtefæller, der i løbet af en aften hver især får mistanke om, at partneren vil begå mord. Spændingen mellem dem bliver stadig mere intens, og først mod slutningen får læseren indsigt i, hvem af de to, der er skurken, og om det lykkes for denne at gennemføre sin plan.